# Plethus sigiama
Plethus sigiama är en nattsländeart som beskrevs av Olah 1989. Plethus sigiama ingår i släktet Plethus och familjen smånattsländor. Inga underarter finns listade i Catalogue of Life.